# Agaw
Els Agaw (gueez: Agäw, modern Agew) són un grup ètnic cuixita que habita a Etiòpia i la veïna Eritrea. Parlen cuixític central, pertanyent a la branca cuixita de la família lingüística afroasiàtica.

## Història

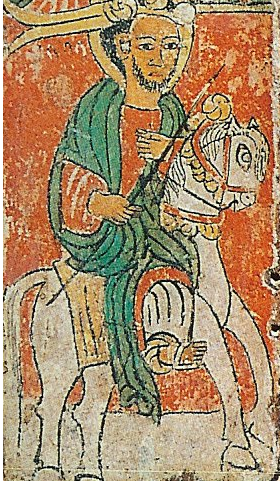
Icona de s. XV de Gebra Maskal Lalibela, rei de la dinastia Zagüe al s. XII

Els Agaw apareixen per primera vegada en la inscripció aksumita del s. III Monumentum Adulitanum, fet recordat per Cosme Indicopleustes al s. VI. La inscripció parla d'un poble anomenat Athagaus (o Athagaous), potser d'Ad Agaw, que significa 'fills d'Agaw'. Els Athagaous foren un dels pobles conquistats pel rei desconegut que feu la inscripció Monumentum Adulitanum. Els Agaw són esmentats després en una inscripció de l'emperador del segle iv Ezana d'Axum i al s. VI per Caleb d'Axum. Amb aquesta evidència, alguns experts recolzen una teoria formulada per Edward Ullendorf i Carlo Conti Rossini que són els habitants originaris de moltes de l'altiplà d'Etiòpia, i que foren o expulsats dels seus poblaments originari o assimilats pels pobles semites tigrinya i amhara. Cosme Indicopleustes també nota en la seua Topografia cristiana que una ruta comercial d'or important creuava la regió d'"Agau". L'àrea descrita sembla a l'est del riu Tekezé i al sud de les muntanyes Simien, potser al voltant del llac Tana.
Actualment hi ha molts enclavaments dispersos incloent els Beleyn al voltant de Keren, Eritrea: els Qemant, que viuen a la zona del nord de Gondar a la regió d'Amhara, a l'oest del riu Tekezé i al nord de llac Tana; diversos Agaw viuen al sud del llac Tana, al voltant de Dangila, a la zona d'Agew Awi, la zona d'Amhara; i un altre grup viu al voltant de Soqota, a l'antiga província de Wollo, ara part d'Amhara, al llarg de la seva frontera amb Tigre.
Els Agaw governaren durant la dinastia Zagüe d'Etiòpia de 900 a 1270. El nom de la dinastia prové de la frase gueez Ze-Agaw ('de l'Agaw'), i es refereix al poble Agaw.

## Llengua

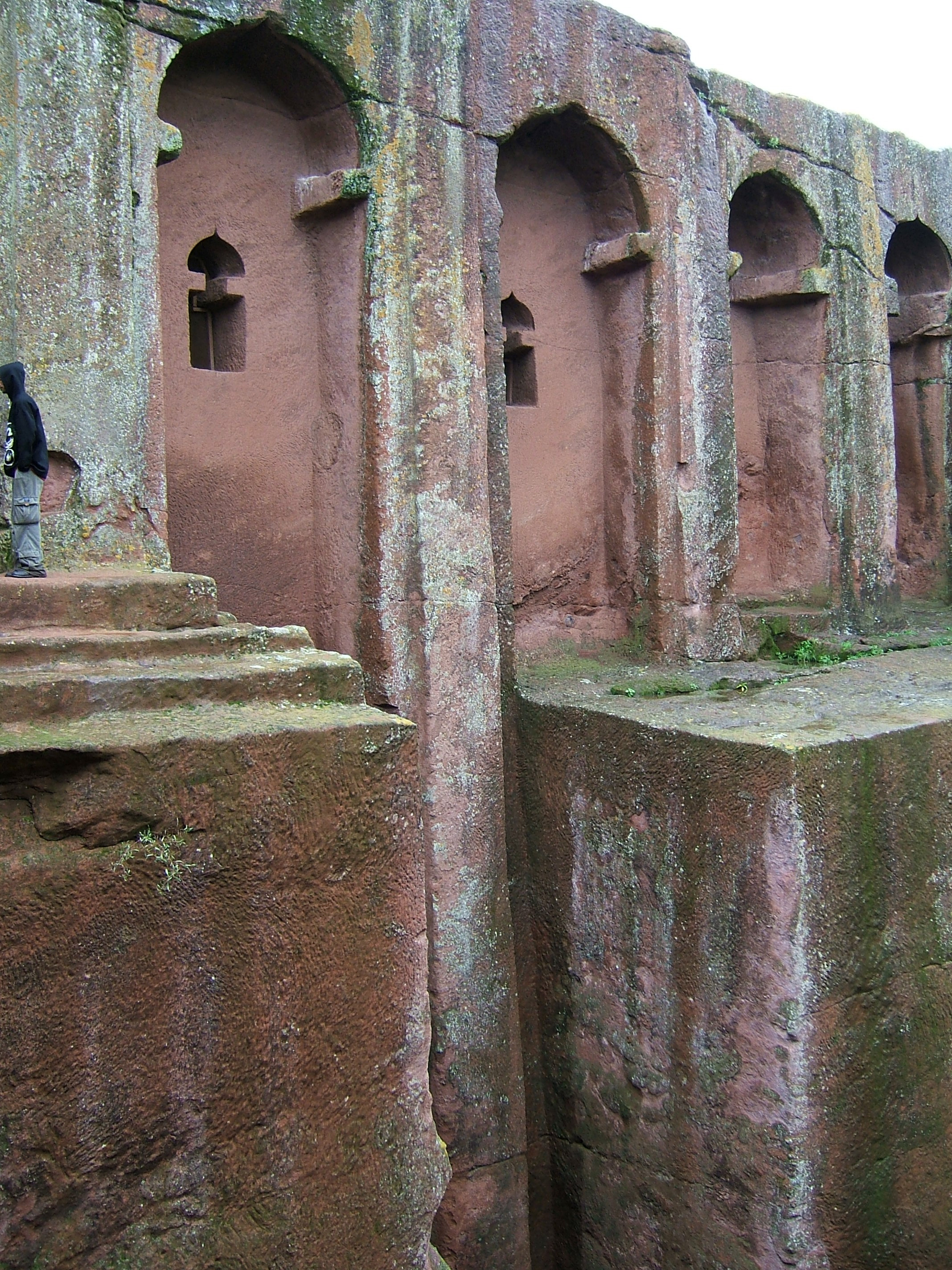
Església de Bet Amanuel, a Lalibela, una de les esglésies excavades en roca construïdes per la dinastia Zagüe

Els Agaw parlen llengües cuixítiques. Són part de la branca cuixita de la família afroasiàtica. Molts també parlen amhàric, tigrinya o tigre, també llengües afroasiàtiques, però de la branca semítica.

## Subgrups
- Els Agaw del nord són coneguts com a Beleyn, amb capital a Keren.
- Els Agaw occidentals són coneguts com a Qemant, amb capital a Tekel-Dengay.
- Els Agaw orientals són coneguts com a Xamta, amb capital a Soqota.
- Els Agaw del sud són coneguts com a Awi, amb capital a Injibara.

## Agaw destacats
- Mara Takla Haymanot, emperador d'Etiòpia, fundador de la dinastia Zagüe al 1137.
- Gebra Maskal Lalibela, emperador d'Etiòpia, a qui s'atribueix la construcció de les esglésies de Lalibela.
- Yetbarak, emperador d'Etiòpia, darrer governant Zagüe que hi va regnar fins a 1270.